# Ceylon Police Medal
La Ceylon Police Medal è stata assegnata dagli ufficiali della Polizia del Sri Lanka per la galanteria o il servizio meritorio. La medaglia è stata sostituita dalla Sri Lanka Police Weeratha Padakkama per la galanteria e Sri Lanka Police Vishishta Seva Padakkama per il servizio meritorio quando il Sri Lanka divenne una Repubblica nel 1972.